# Сурендра
Сурендра Бікрам (Вікрам) (неп. सुरेन्द्र बिक्रम  20 жовтня 1829 — 17 травня 1881) — 6-й король Непалу в 1847—1881 роках. Його ім'я перекладається як «Очільник божеств». Повне ім'я Сурендра Бікрам Шах Дев. Не мав жодної влади, державу контролював рід Рана.

## Життєпис
Походив з династії Шах. Старший син Раджендри, короля Непалу, та його першої дружини Самраджіялакшмі. Народився 1829 року. 1837 року оголошений спадкоємцем трону. Але з 1841 року стикнувся з амбіціями іншої дружини батька — Раджалакшмі, — що бажала зробити власного сина Ранендру новим спадкоємцем. 1843 року остання перебрала в державі фактичну владу. Разом з тим посилилася боротьба між різними кланами.
1846 року після знищення вищих сановнкиів та військових очільнкиів владу в королівствізахопив каджі (міністр) Джанг Багадур Кунвар, який оголосив себе прем'єр-міністром. Останній невдовзі вигнав з Непалу Раджалакшмі разом з її синами, а Сурендру оголосив принцом-регентом. 1847 року король Раджендра зазнав поразки в битві біля Алау, потрапив у полон до Джанг Багадура, який змусив того зректися влади на користь Сурендри. Його повний титул став шрі панч магараджахіраджа.
Не мав жодної влади, яку зосередив в свою руках прем'єр-міністр. Король був наче в'язень у власному палаці: за винятком найближчих родичів, ніхто не міг відвідувати його без дозволу Джанг Багадура. Сурендра навіть свого батька, що знаходився під домашнім арештом міг відвідувати 1 раз на місяць. Сурендрі дозволялося лише читати літературу. Розчарований усім цим, король хотів зректися престолу на користь свого старшого сина Трайлок'я, але прем'єр-міністр не дозволив цього. Навпаки змусив Трайлок'ю одружитися з 3 своїми доньками.
У 1856 році король видав санад (наказ), який офіційно закріпив домінування та політичне керівництво — Джанга Багадура та його родини. Король і його нащадки могли використовувати почесний титул «Шрі» п'ять разів зі своїми іменами, тоді як члени сім'ї Кунвар використовували цей титул тричі, ставлячи сім'ю Кунвар у ранг, який був другим після королівської родини. 1857 року Джанг Багадур отримав титул магараджа. 1877 року після смерті останнього фактична влада в королівстві (разом з посадою прем'єр-міністра) перейшла до його сина Ранодіп Сінґха.
Помер Сурендра 1881 року. Йому спадкував онук Прітхві Бір.